# Alberto di Giussano osztály
Az Alberto di Giussano osztály négy könnyűcirkálója, a Regia Nave
Alberto di Giussano, az RN Alberico da Barbiano, az RN Bartolomeo Colleoni és az RN Giovanni delle Bande Nere az olasz Regia Marina (Királyi Haditengerészet) könnyűcirkálói (incrociatore leggero) voltak, megépítésük Benito Mussolini és a fasizmus célkitűzésének megfelelően a Földközi-tenger feletti dominancia megszerzésére irányuló lépés volt. A típust Giuseppe Vian tábornok tervezte, neveiket a középkor és a reneszánsz korszakok neves itáliai hadvezéreiről (Condottieri) kapták.

## Az osztály története
Az 1920-as évek derekán Franciaország sorozatban kezdte meg szokatlanul nagy méretű és kiemelkedő harcértékű rombolóinak építését. A Chacal, Guépard, Aigle, Vauquelin és a Le Fantasque osztályok összesen 30 darab rombolója komoly kihívás elé állította a Regia Marina vezérkara, a Supermarina tengernagyait. A francia egységekre adott olasz válaszként születtek meg az Alberto di Giussano osztály könnyűcirkálói. Eredetileg a rivális rombolókhoz hasonló méretű, de azoknál erősebb fegyverzetű egységeket terveztek, legalább 37 csomós sebességgel a Navigatori osztályú rombolók hajótestéhez hasonló, de megnövelt platformon. A végeredmény azonban egy könnyűcirkáló lett, melynek nagysága átmenetet képezett a Trento osztály nehézcirkálói és az említett francia rombolók között. A hajótest 10:1 hossz-szélesség aránya, túlságosan könnyű szerkezete a rombolók, nem pedig a cirkálók jellegzetességei. A II. világháborúban a Royal Navy egységeivel kerültek szembe, annak állományában leginkább a Leander és Arethusa osztályok megfelelőinek tekinthetőek. Mind a négy egység építése 1928-ban vette kezdetét. A fasiszta Olaszország célja volt a Mare nostrum-nak (a mi tengerünk) tekintett Földközi-tenger feletti dominancia megszerzése. Benito Mussolini kijelentette, hogy azt olasz tóvá fogja változtatni.
Feladatuknak elsősorban a nagy méretű francia rombolók leküzdését és a saját rombolók harcának támogatását szánták, a hangsúly ezért a legalább 37 csomót elérő sebességen és a megfelelő tűzerőn volt. A korlátozott vízkiszorítás mellett csak jelképes, könnyű repeszfogó páncélzatot kaphattak, nem rendelkeztek megfelelő torpedóvédelemmel sem. A sors fintora, hogy mind a négy egység éppen torpedók okozta sérülések következtében veszett oda. Elsősorban a tűzvezetés támogatására az osztály egységeit hidroplánokkal is felszerelték, ezeket a parancsnoki torony alsó szintjén kialakított hangárban tárolták, innen sínpályán lehetett őket a hajóorrba épített katapulthoz juttatni. A következő osztály, a Luigi Cadorna típus (Luigi Cadorna, Armando Diaz) a di Giussano osztály javított változata erősített szerkezetű hajótesttel, alacsonyabb felépítményekkel és új Modello 1929 152 mm-es lövegekkel.

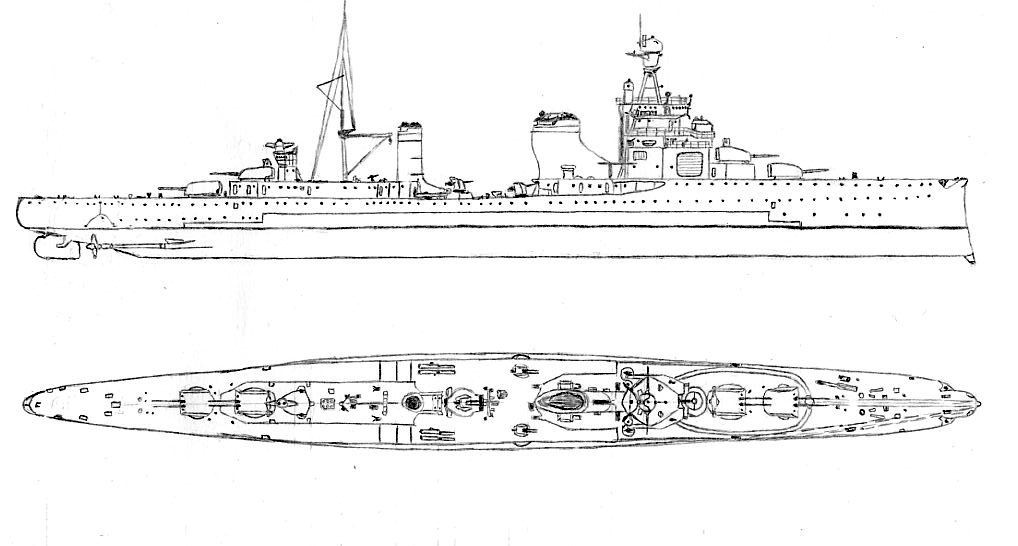
Az Alberto di Giussano osztályú olasz könnyűcirkáló jellegrajza.
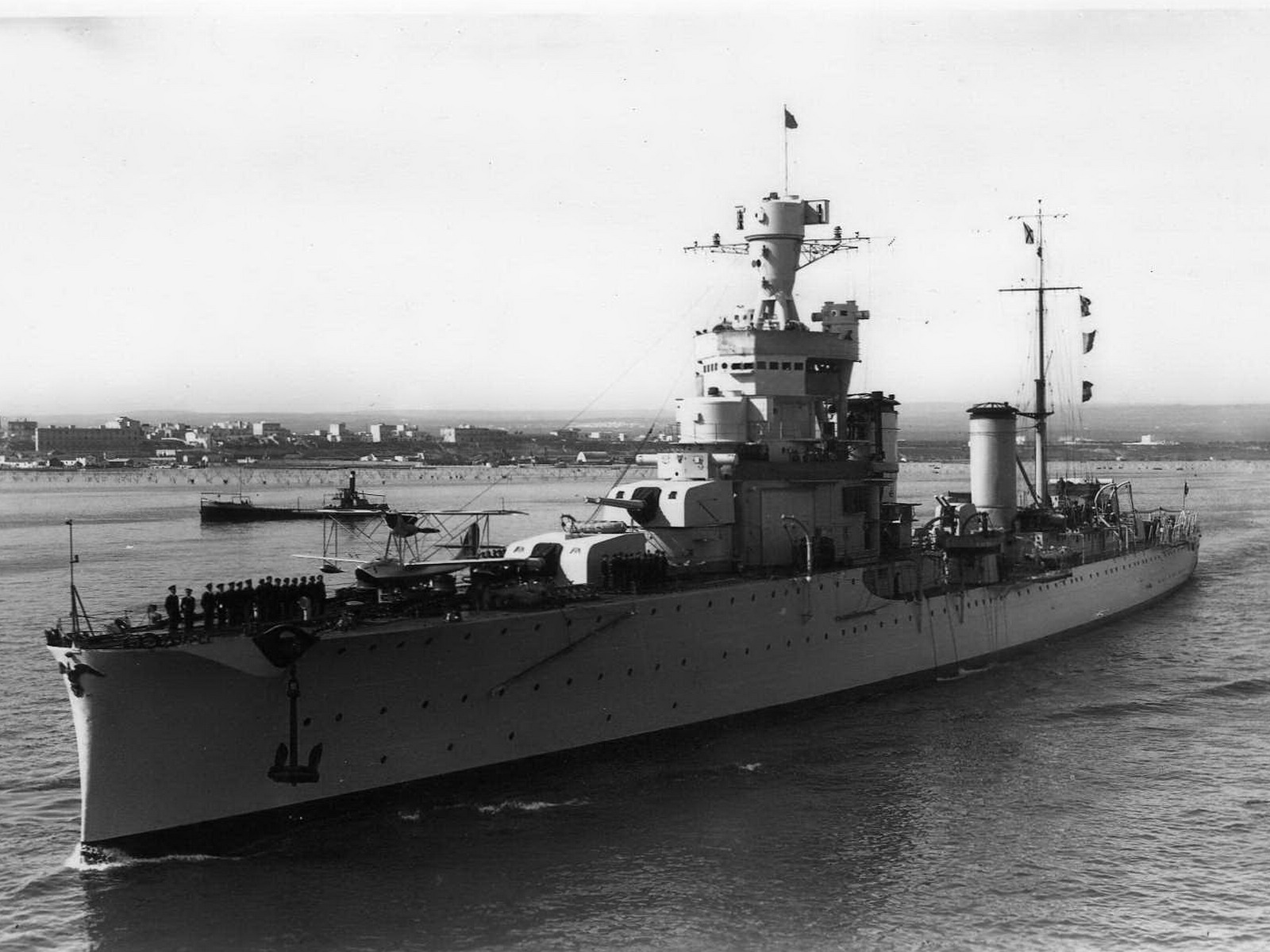
Az osztálya névadója, az Alberto di Giussano olasz könnyűcirkáló az 1930-as években.
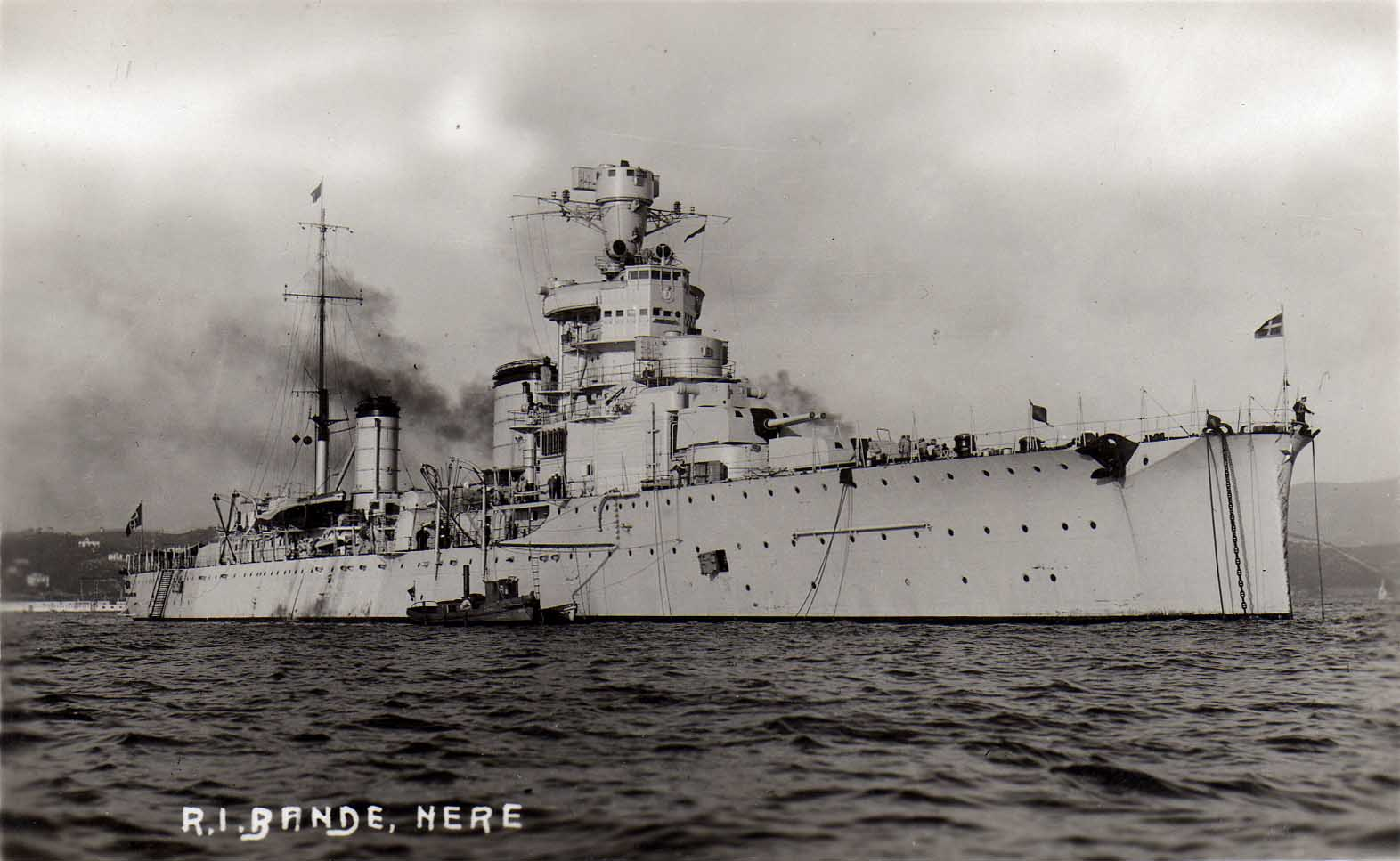
Az Alberto de Giussano osztályú Giovanni delle Bande Nere olasz könnyűcirkáló 1933 táján.
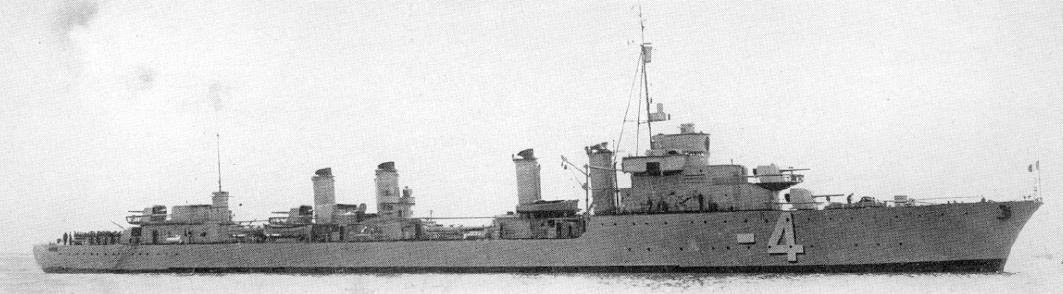
Az Aigle osztályú Milan romboló. Az Alberto de Giussano osztály egységeit az ehhez hasonló nagy francia rombolók leküzdésére tervezték.
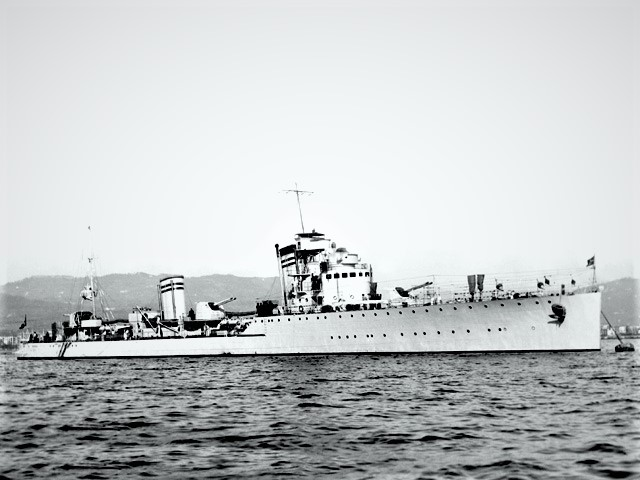
Az Alberto di Giussano osztály könnyűcirkálóinak tervezésekor a Navigatori osztályú rombolók hajótestéből indultak ki. A képen a Nicoló Zeno látható.
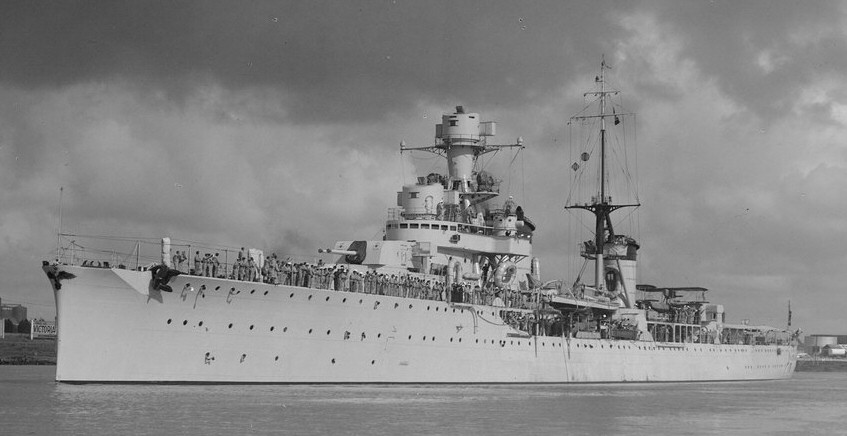
A Luigi Cadorna osztályú Armando Diaz könnyűcirkáló 1934-1935-ben. A Cadorna típus az Alberto di Giussano osztály továbbfejlesztett, javított utóda.

### A Condottieri osztály
A Regia Marina az összes könnyűcirkálóját az Alberto di Giussano típustól kezdve hivatalosan a Condottieri (hadvezérek) osztályba sorolta, ezen belül az Alberto di Giussano, a Luigi Cadorna (Luigi Cadorna, Armando Diaz), Raimondo Montecuccoli (Raimondo Montecuccoli, Muzio Attendolo), Duca d'Aosta (Emanuele Filiberto Duca d'Aosta, Eugenio di Savoia), Duca degli Abruzzi (Luigi di Savoia Duca degli Abruzzi, Giuseppe Garibaldi) osztályok, csak mint csoportok szerepeltek. Azonban a hivatalos kategorizálás ellenére az egyes csoportok között olyan jelentős különbség van, akár méretben, fegyverzetben, technikai jellemzőkben, külső megjelenésükben, hogy valójában külön-külön osztályokba célszerű sorolni őket.

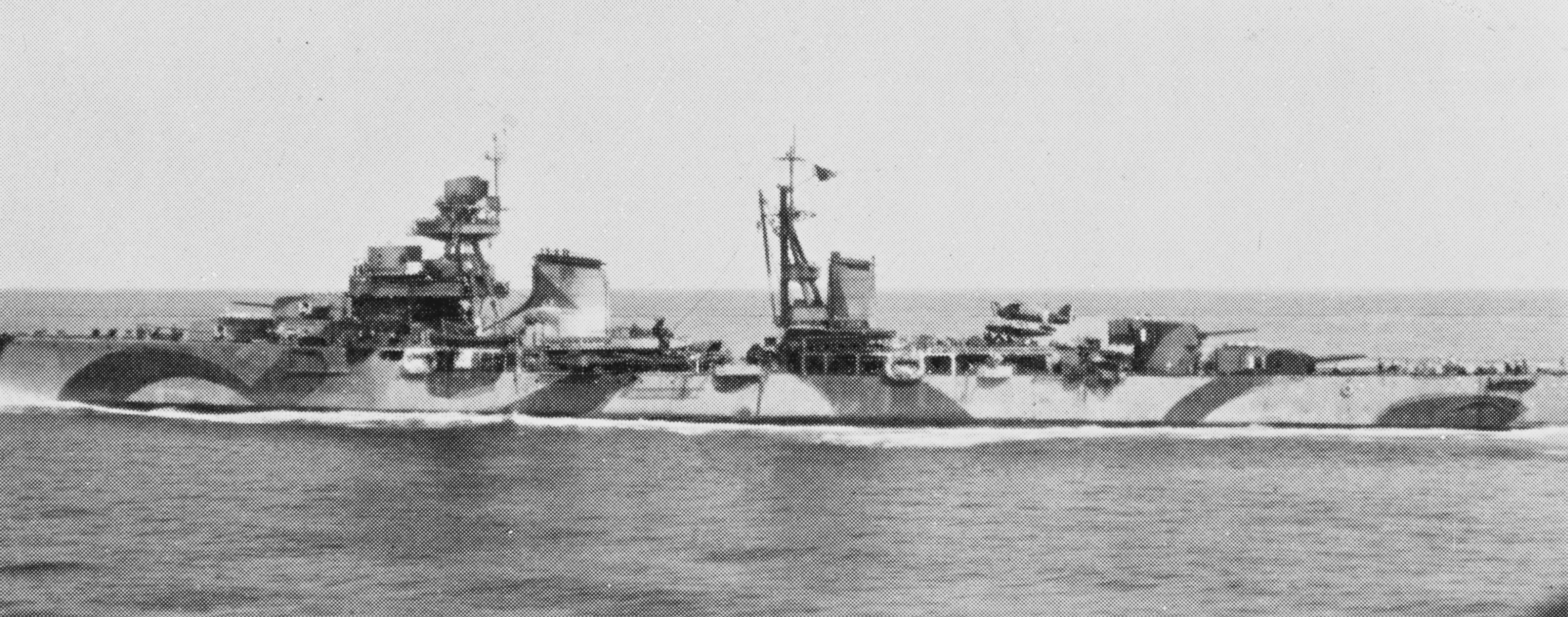
A Luigi Cadorna osztályú Luigi Cadorna olasz könnyűcirkáló 1943-ban.
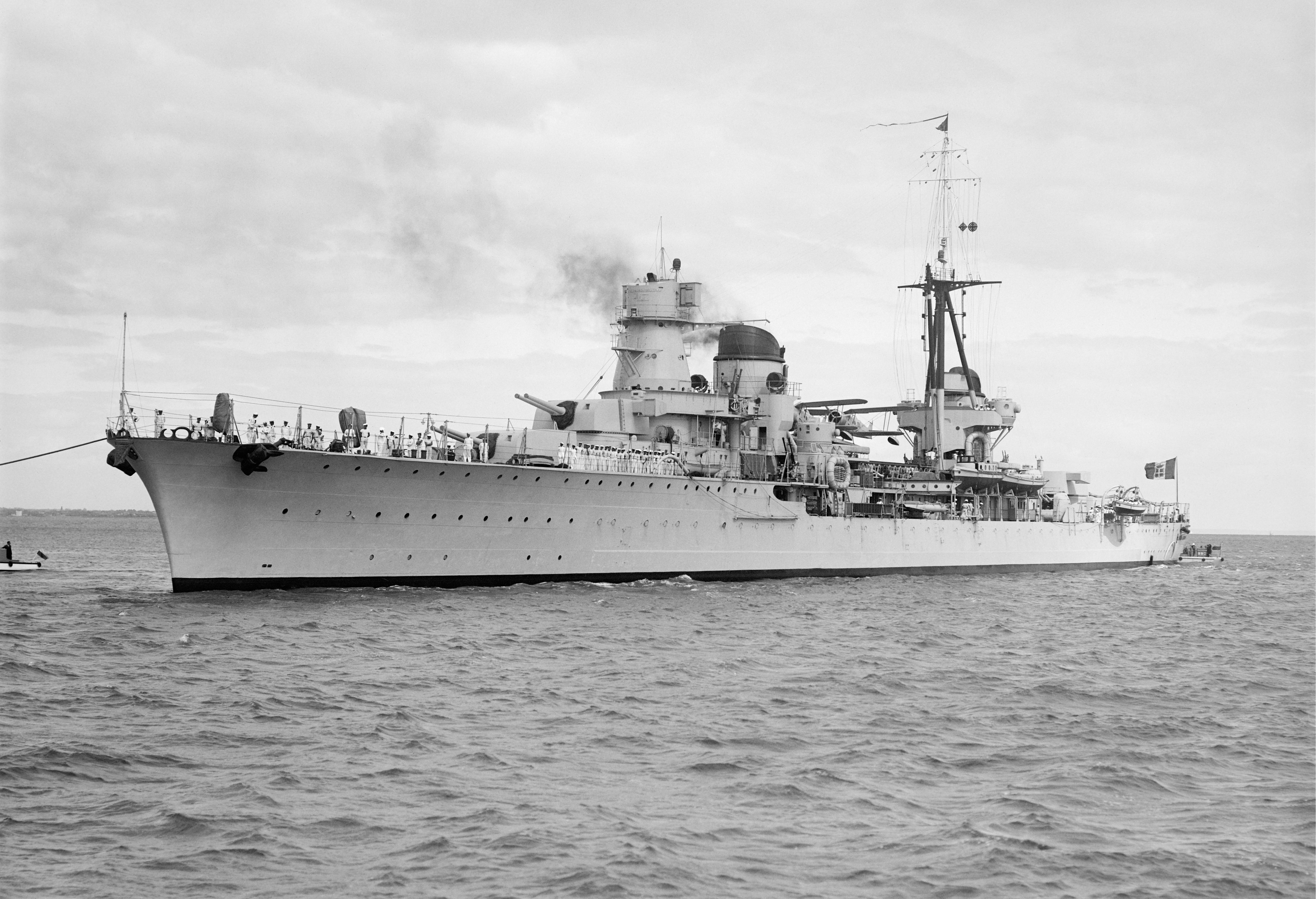
A Montecuccoli osztályú Raimondo Montecuccoli olasz könnyűcirkáló 1938-ban.
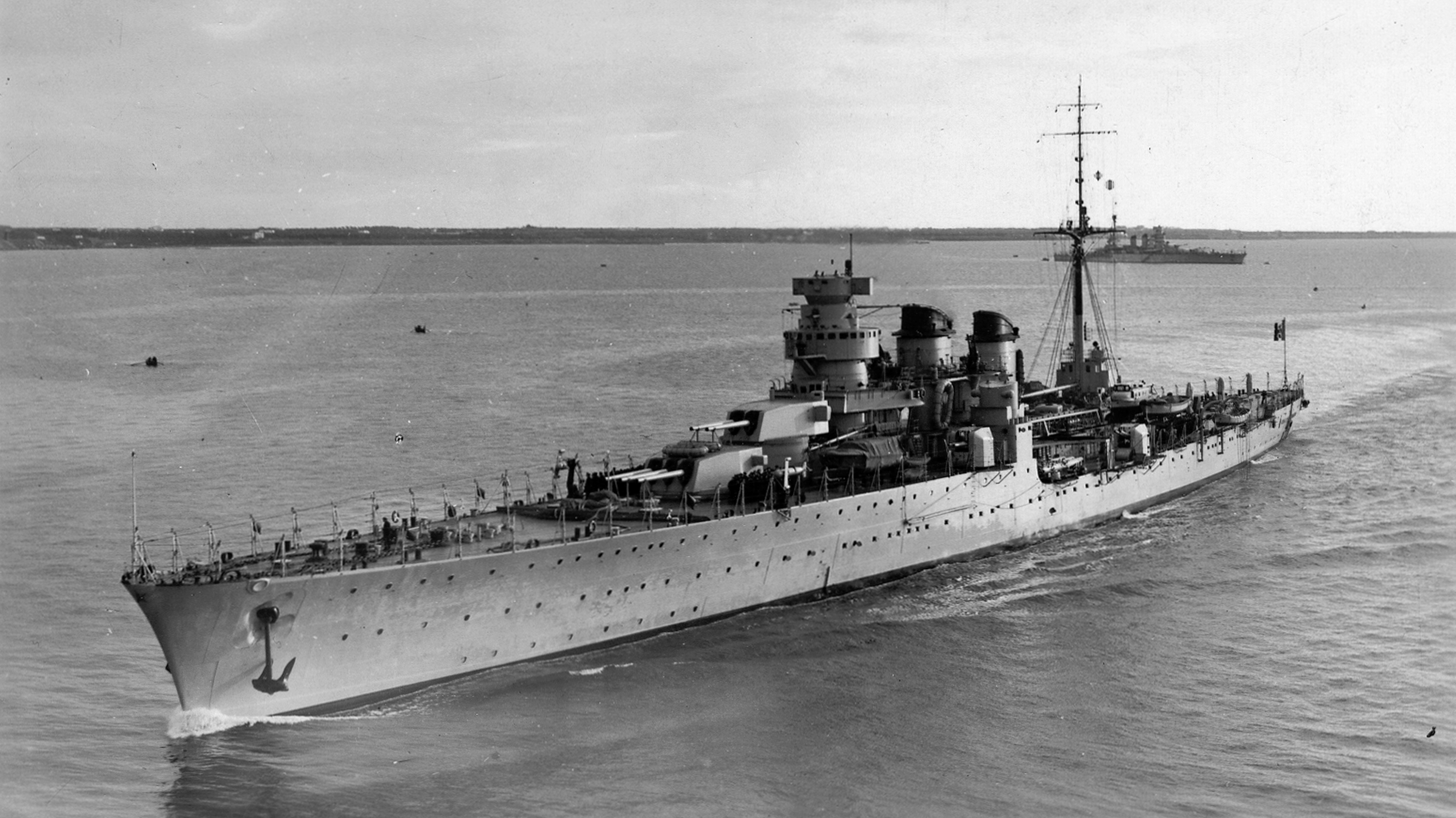
A Duca degli Abruzzi osztályú Giuseppe Garibaldi olasz könnyűcirkáló 1938-ban, a háttérben egy Conte di Cavour osztályú csatahajó látható.

## Jellemzők

### Páncélzat
A hajók páncélzata és a torpedóvédelem a világháborús tapasztalatok fényében nagyon gyengének bizonyult. Az övpáncél két részből állt, a külső, 24 mm-es lemez az első a hátsó lövegtorony között futott, e mögött 2 méterrel, a hajótest belsejében pedig egy további 18 mm-es hosszanti válaszfal került kialakításra, ezeket elölről és hátulról 20 mm-es keresztválaszfalak zárták, létrehozva a központi citadellát. A citadella tetején fekvő fedélzet jelképes, 20 mm-es vértezetet kapott. A lövegtornyokat 23 mm-es páncéllemez védte, a parancsnoki harcálláspont 40-25 mm-es, kommunikációs csöve 30 mm-es védettségű volt.

### Fegyverzet
Az Alberto di Giussano osztály fegyverzetét 8 db 152 mm L/53 OTO/Ansaldo Modello 1926 ágyú képezte négy kétlöveges, szuper tüzelő elrendezésű, egyenként 85 tonna tömegű toronyba beépítve. A maximális csőemelkedés 45°, töltésük +20°-nál történhetett. Az ágyúk súlytakarékosság céljából közös lövegtalpra kerültek. Hasonlóan más korabeli olasz lövegekhez, ennek a típusnak a szórása is nagynak bizonyult. Ennek kiküszöbölésére a lövedék kezdősebességét 1000 m/s-ról 850 m/s-ra, a páncéltörő lőszer tömegét 50 kg-ról 47,5 kg-ra csökkentették. A megoldás csak részben bizonyult sikeresnek. Az ágyúk páncéltörő (AP) és repeszromboló (HE) gránátokat tüzelhettek. A korábbi változatú páncéltörő lövedék 50 kg, a későbbi 47,5 kg tömegű, a repeszromboló 44,3 kg.
| 152 mm L/53 Modello 1926 ágyú |                     |                             |                                           |
| ----------------------------- | ------------------- | --------------------------- | ----------------------------------------- |
| 1. Tervező:                   | Ansaldo             | 8. Lövedék tömege:          | HE: 44.3 kg, AP:50 kg, később AP: 47.5 kg |
| 2. Gyártó:                    | Ansaldo, OTO Merala | 9. Magassági szög:          | (–5°)~(+45°)                              |
| 3. Tervezés éve:              | 1926                | 10. Oldalszög:              | (+150°)~(–150°)                           |
| 4. Űrméret:                   | 152 mm              | 11. Tűzgyorsaság:           | 4 lövés / perc                            |
| 5. Ágyú tömege:               | 7.34 t              | 12. Töltési szög:           | +20°                                      |
| 6. Ágyú hossza:               | 8.5 m               | 13. Lövedék kezdősebessége: | 1000 m/s, később 850 m/s                  |
| 7. Ágyúcső hossza:            | 8 m, L/53           | 14. Maximális lőtávolság:   | 28.4 km, később 22.6 km                   |

### Modernizációs terv - 1938
1938-ban a Regia Marina terveket dolgoztatott ki az addigra főleg gyenge páncélzata miatt elavulttá vált típus légvédelmi cirkálóvá alakítására. Mind a haditengerészet saját tervező részlege, a Comitato Progetti Navi mind az Odero Terni Orlando cég kidolgozta saját tervváltozatát. A Comitato Progetti Navi egyszerűbb elképzelése értelmében mind a négy 152 mm-es lövegtornyot eltávolítanák, s a cirkálók 16 db 90 mm-es Cannone da 90/50 Ansaldo Model 1938/OTO Model 1939 típusú, egyesével kis méretű tornyokba szerelt modern légvédelmi löveget, és plusz 30 mm krómnikkel fedélzeti páncélzatot kaptak volna, a meglévő 20 mm-es lemez megerősítésére. A 90 mm-es ágyúk képezték a modernizált Caio Duilio osztályú és az új Littorio osztályú csatahajók nehéz légvédelmi fegyverzetét. Az OTO 1938 márciusi terve radikálisabb volt, a 16 db 90 mm-es ágyúk beépítése és elrendezés megegyezett az előző koncepcióval, de a felépítmények teljes átépítését és a nagy háromlábú előárboc eltávolítását is tartalmazta. A hajók négy új légvédelmi tűzvezető központja pedig egymástól függetlenül irányíthatná a 90 mm-es lövegek egy-egy négyes csoportjának tüzét. 1938 júniusában a Comitato Progetti Navi végül egy harmadik tervvel állt elő, mely tartalmazta az OTO variáns egyes elemeit, viszont az elülső négy 90 mm-es torony helyett a cirkálók számára ellenséges rombolókkal szemben hatásos védelmet nyújtó, 4 db Cannone da 135/45 OTO 1937 típusú, 135 mm L/45 löveg beépítését javasolt kétágyús tornyokba. Ez a típus képezte a Capitani Romani osztályú óceáni felderítők (Esploratori Oceanici), tulajdonképpen nagyméretű rombolók fő fegyverzetét. Végül a tervekből nem lett semmi, elsősorban mert a Regia Marina, tévesen, megfelelőnek tartotta egységei légvédelmi fegyverzetét, másrészt a 90 mm-es lövegek és tornyaik gyártása akadozott, s az elkészült darabokra inkább az Andrea Doria, a Caio Duilio, a Vittorio Veneto, a Littorio és a Roma csatahajók számára volt szükség.

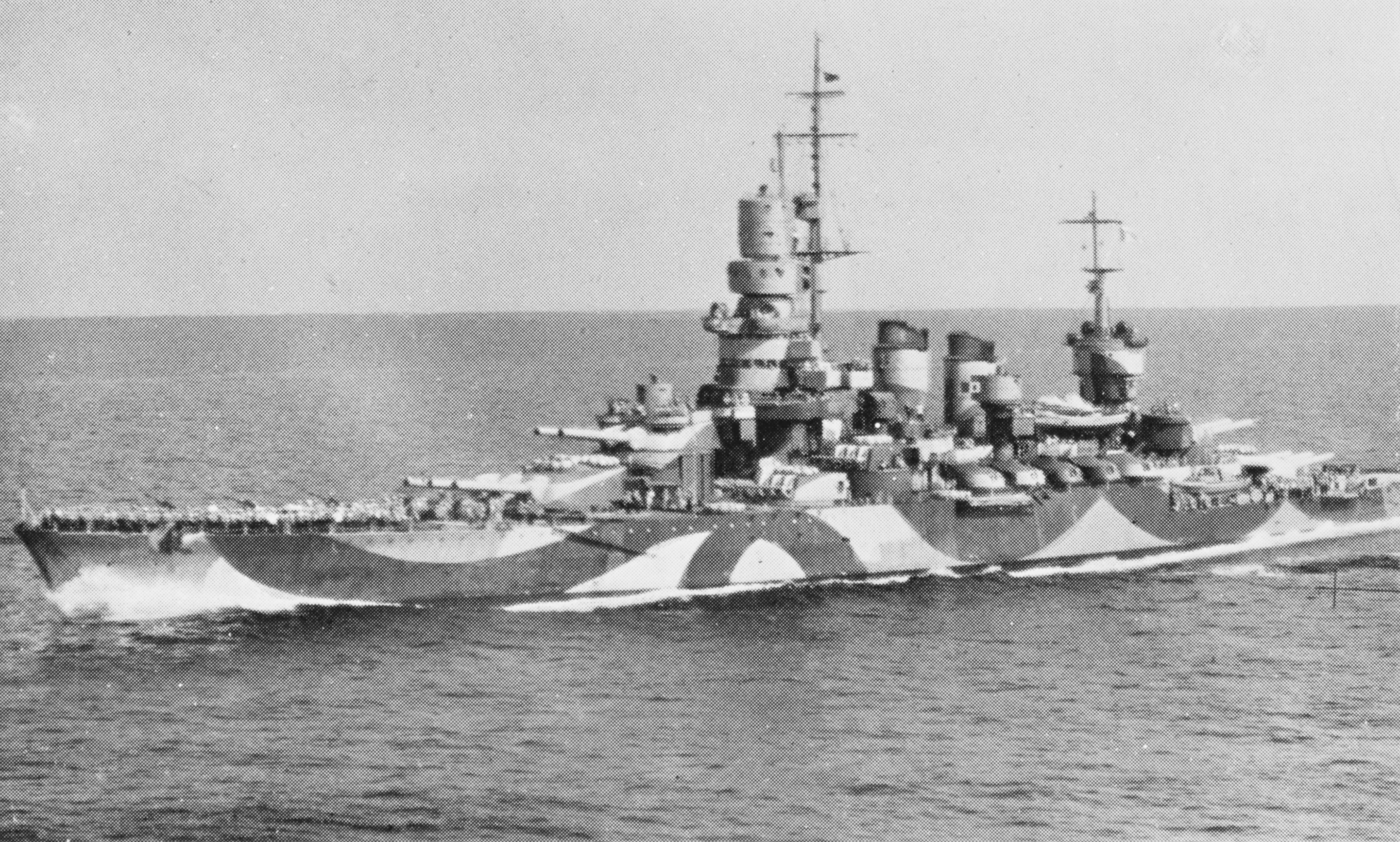
A Caio Duilio osztályú Andrea Doria olasz csatahajó 1943. szeptember 9-én Máltán. Az egység oldalán látható öt darab kis méretű 90 mm L/50 légvédelmi ágyús torony.
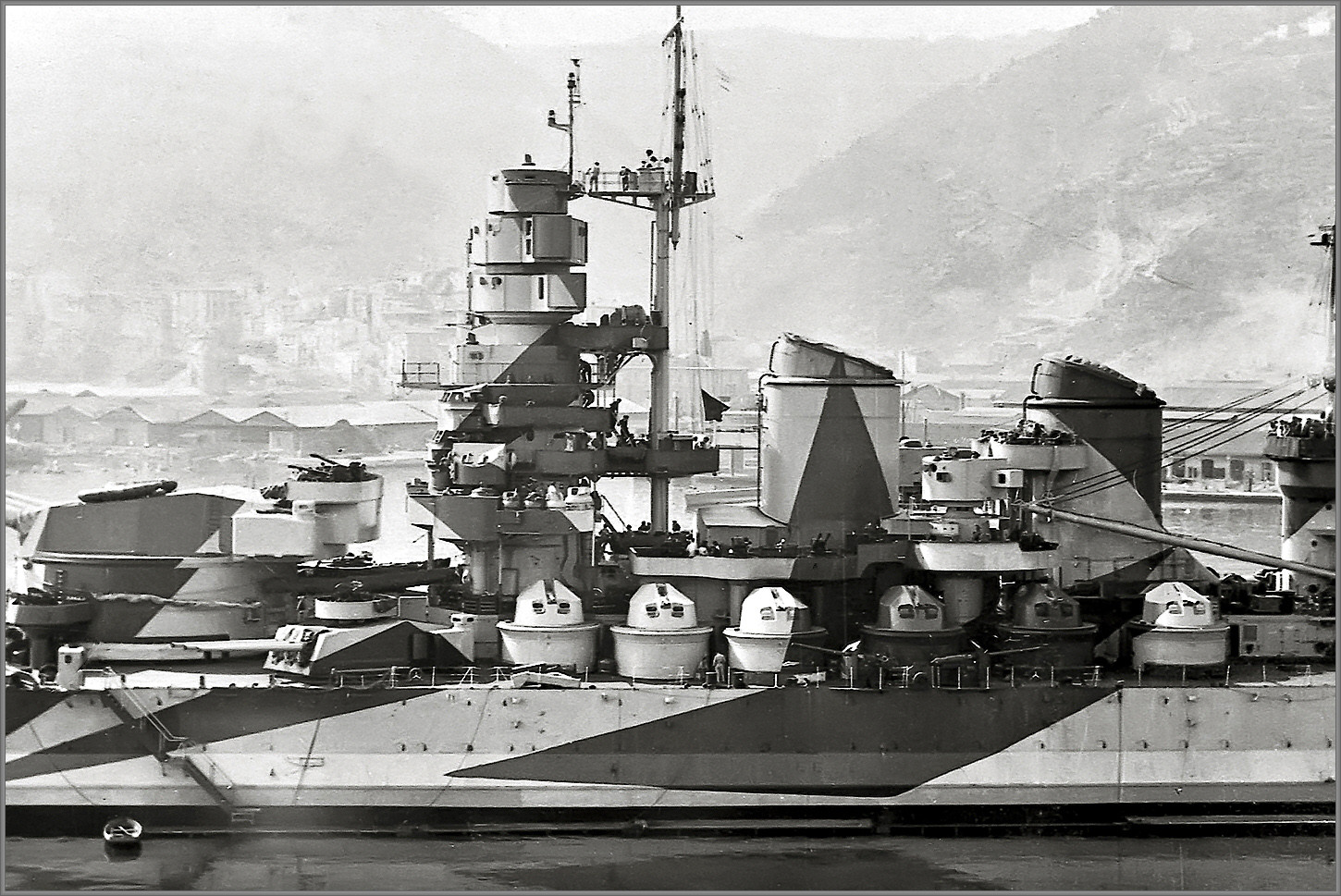
A Littorio osztályú Vittorio Veneto olasz csatahajó felépítményei. Jól látható hat darab kis méretű 90 mm L/50 légvédelmi ágyús torony.
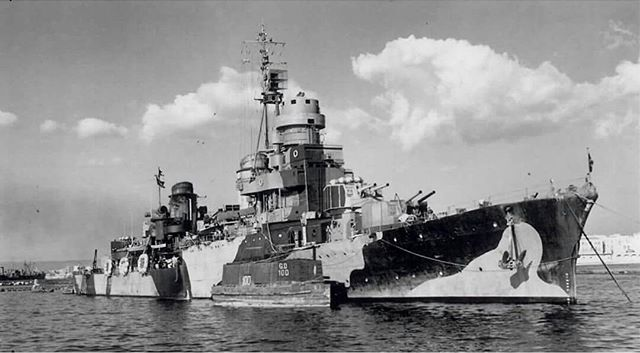
A Capitani Romani osztályú Scipione Africano nagy méretű olasz romboló, fő fegyverzete 8 db 135 mm L/45 ágyúból állt, ezt a típust tervezték felhasználni az Alberto di Giussano osztály modernizálásához is.

## Az osztály egységei

### RN Alberto di Giussano
A cirkáló nevét a Lombard Liga a legenda szerint Barbarossa Frigyes császár ellen küzdő, valójában kitalált, fiktív vezetőjéről, Alberto di Giussano-ról kapta. A hajó építése 1928. március 29-én vette kezdetét, 1930. április 27-én bocsátották vízre, a Marina Regia 1931. január 1-én állította szolgálatba. Az 1930-as években a 2. Harccsoport (2º Squadrone) részét képezte. 1940. június 10-én testvérhajója, az Alberico da Barbiano társaságában, mint a IV. Cirkálóraj (IV Divisione incrociatori) vettek részt a döntetlen eredménnyel végződött Punta Stiló-i, más néven calabriai csatában. Júliusban aknarakó műveleteket fedezett Pantelleria szigeténél. 1941. december 12-én az Alberico da Barbiano társaságában, egyetlen torpedónaszád, a Spica osztályú Cigno fedezetével, Antonio Toscano (1883-1941) ellentengernagy parancsnoksága alatt futott ki a kikötőből, feladatuk 1800 tonna kannákba töltött repülőbenzin szállítása az Észak-Afrikában küzdő olasz Regia Aeronautica (Királyi Légierő) századok számára. Az üzemanyagot a fedélzeten tárolták. Az olasz hadvezetés úgy vélte, a két cirkálót nagy sebessége oltalmazza majd a misszió során. Azonban a britek, miután korábban feltörték a Marina Regia által használt kódokat, a G. H. Stokes parancsnokolta 4. rombolórajt küldték a könnyűcirkálók elfogására. 1941. december 13-án a bon-foki csatában az HMS Sikh, az HMS Maori, az HMS Legion brit és a holland Hr. Ms. Isaac Sweers rombolók éjszaka radarberendezéseik segítségével bemérték az olasz egységeket. A britek a szárazföld felől, észrevétlenül közelítették meg a nyílt vízen hajózó cirkálókat. 2:30 perckor a rombolók torpedótámadást indítottak a gyanútlan olaszok ellen, Az Alberto di Giussano az egész csata során csak három eredménytelen sortüzet tudott leadni. Öt perc leforgása alatt a torpedótalálatok következtében a könnyűcirkálók mozgásképtelenné váltak, az Alberico da Barbiano fedélzetén kigyulladó több száz tonnányi kerozin azonnal lángtengerbe borította az egységet. Mindkét olasz könnyűcirkáló elsüllyedt, az Alberico da Barbiano személyzetéből 534, az Alberto di Giussano legénységéből 283 tengerész halt hősi halált. A Cigno több, mint 500 ember ki tudott menteni.

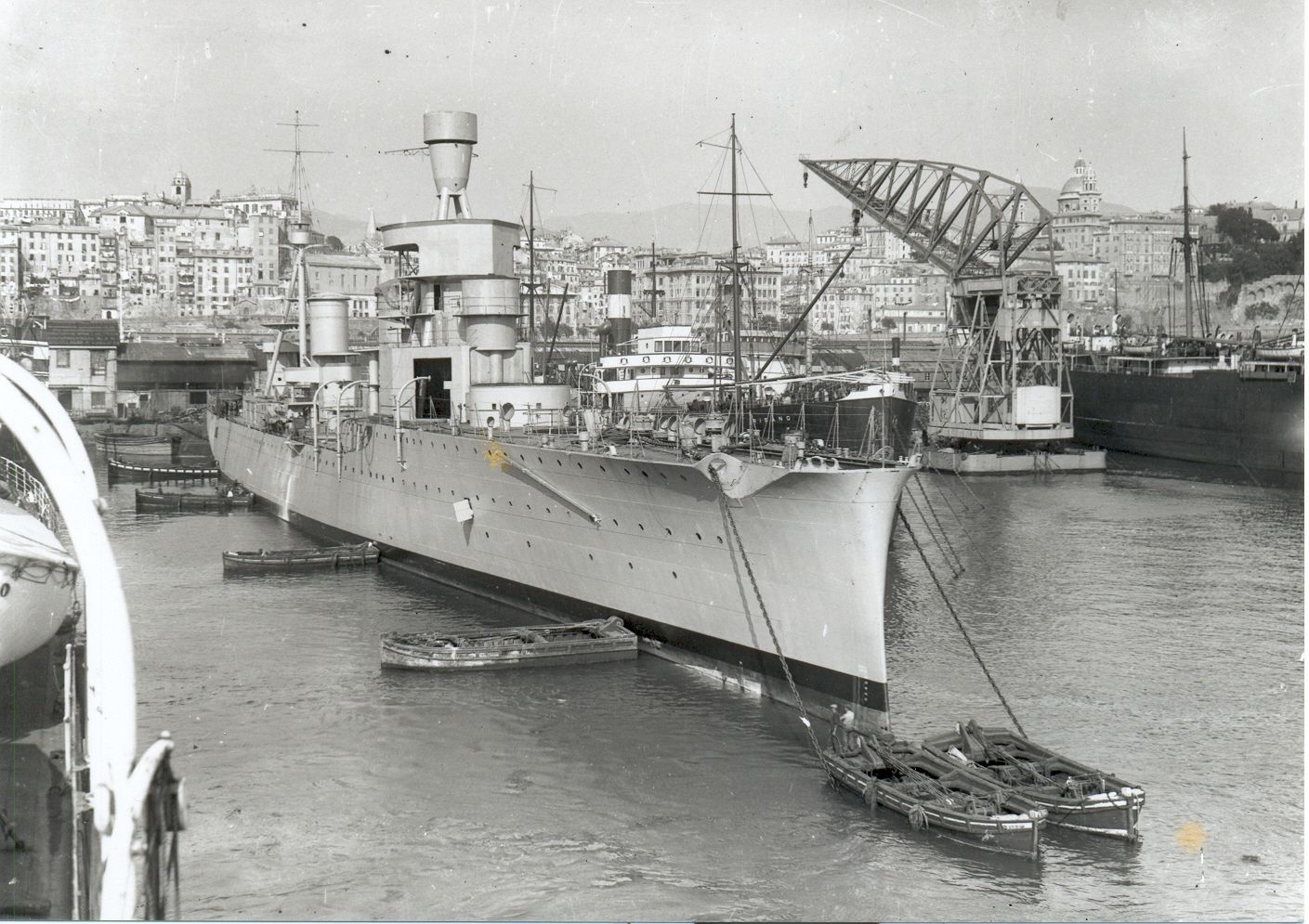
Az Alberto di Giussano olasz könnyűcirkáló félkész állapotban, vízrebocsátása után, a kikötőben.

### RN Alberico da Barbiano
Az Alberico da Barbiano könnyűcirkáló Alberico da Barbiano (kb. 1344–1409) neves zsoldosvezérről, a compagnia San Giorgio (Szent György kompánia) parancsnokától nyerte a nevét. A hajó építése 1928. április 16-án vette kezdetét, 1930. augusztus 23-án bocsátották vízre, a Marina Regia 1931. június 9-én állította szolgálatba. Próbaútján elérte a 42.05 csomós (77.88 km/h) sebességet, igaz ezt csak 30 percig tudta tartani. 1940. június 10-én testvérhajója, az Alberto di Guissano társaságában, mint a IV. Cirkálóraj (IV Divisione incrociatori) vettek részt a döntetlen eredménnyel végződött Punta Stiló-i, más néven calabriai csatában. 1940. szeptember 1. és 1941. március 1. között kiképzőhajóként szolgált. 1941. december 12-én az Alberto di Giussano társaságában, egyetlen torpedónaszád, a Spica osztályú Cigno fedezetével, Antonio Toscano (1883-1941) ellentengernagy parancsnoksága alatt futott ki a kikötőből, feladatuk 1800 tonna kannákba töltött repülőbenzin szállítása az Észak-Afrikában küzdő olasz Regia Aeronautica (Királyi Légierő) századok számára. 1941. december 13-án a Bon-foki csatában testvérhajójával együtt, legénysége 534 tagjának elvesztése mellett brit rombolók torpedótámadásának áldozatául esett.

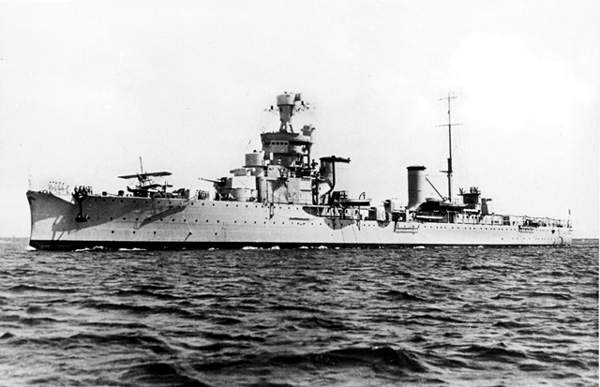
Az Alberto di Giussano osztályú Alberico da Barbiano olasz könnyűcirkáló. A hajóorrban megfigyelhető felderítő hidroplánja.
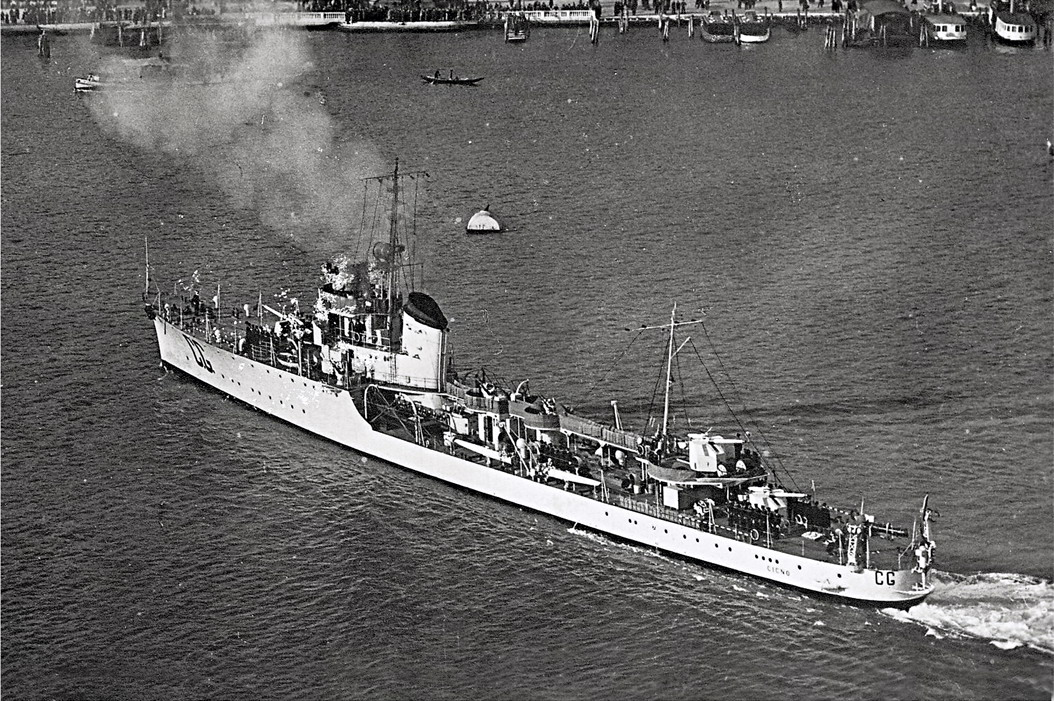
A Spica osztályú, 808 tonnás Cigno torpedónaszád.
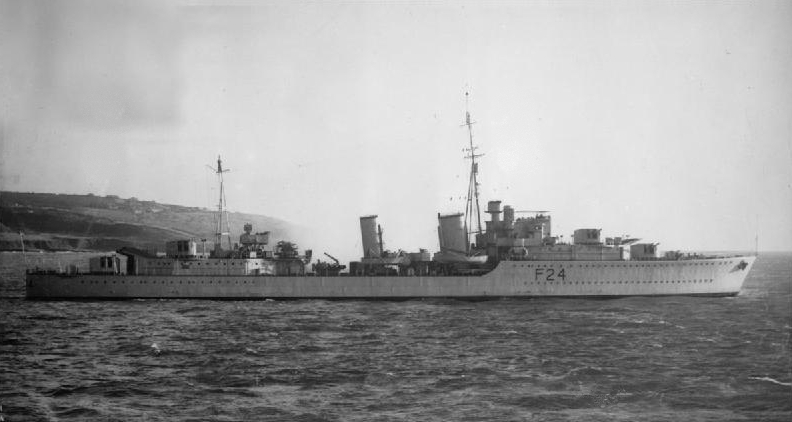
A Tribal osztályú HMS Maori brit romboló. Testvérhajója, az HMS Sikh is részt vett a bon-foki csatában.
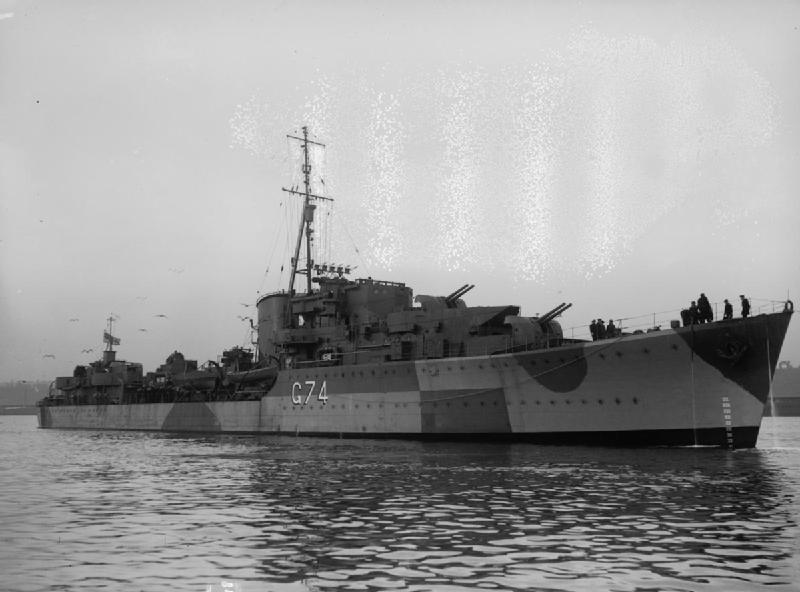
Az L osztályú HMS Legion brit romboló.
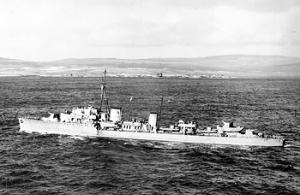
A Gerard Callenburgh osztályú Hr. Ms. Isaac Sweers holland romboló.

### RN Bartolomeo Colleoni
A Bartolomeo Colleoni könnyűcirkáló nevét az őt ábrázoló lovas szoborról híres Bartolomeo Colleoni (1400-1475) itáliai zsoldosvezérről kapta. A hajó építése 1928. június 21-én vette kezdetét, 1930. december 21-én bocsátották vízre, a Marina Regia 1932. február 10-én állította szolgálatba. Pályafutása elején a Földközi-tengeren szolgált, 1938-ban a Raimondo Montecuccoli könnyűcirkáló leváltására Shanghaiba vezényelték. 1939. október 1-én a II. világháború kitörése miatt hazarendelték a Távol-Keletről. Az egység testvérhajójával, a Giovanni delle Bande Nere könnyűcirlálóval együtt a 2. Harccsoport (2º Squadrone) részét képező II. Cirkálórajt (II Divisione Incrociatori) alkotta. 1940. június 10-én aknarakó hadmúveletben vettek részt Szicília prtjainak közelében. Ezt követően Nápolyból Tripoliba közlekedő csapatszállító konvojokat fedezett. 1940. július 19-én Kréta partjainál, Spada-fok közelében miután a Royal Air Force felderítő repülőgépe előző nap felfedezte, a Ferdinando Casardi (1887-1975) altengernagy parancsnokolta II. Cirkálóraj ütközetet vívott az HMS Sydney ausztrál könnyűcirkálóval és az HMS Havock, HMS Hyperion, HMS Hasty, HMS Hero és az HMS Ilex brit rombolókkal. A csata első szakaszában négy brit romboló menekülést színlelt az olaszok elől, hogy a 64 km távolságban lévő HMAS Sydney és az HMS Havock közelébe csalja őket. Az ausztrál könnyűcirkáló megérkezése után Casardi altengernagy megpróbált hajói nagyobb sebességét kihasználva visszavonulni, de hibás olasz manőverek következtében az HMAS Sydney csökkenteni tudta az őt a Bartolomeo Colleoni és Giuseppe delle Bande Nere cirkálóktól elválasztó távolságot. 9 óra 23 perckor az HMAS Sydney 152 mm-es lövegeivel súlyos találatot ért el a Bartolomeo Colleoni gépházában. Ennek következtében az olasz cirkáló hajtóműve leállt, 152 mm-es fő lövegtornyai pedig működésképtelenné váltak, csak 100 mm-es lövegeivel tudta viszonozni az ellenséges tüzet. Végül 9 óra 59 perckor az HMS Ilex és az HMS Hyperion rombolók három torpedótalálatot értek el a mozgásképtelen hajón, mely gyorsan elsüllyedt, legénysége 555 tagját sikerült kimenteni.

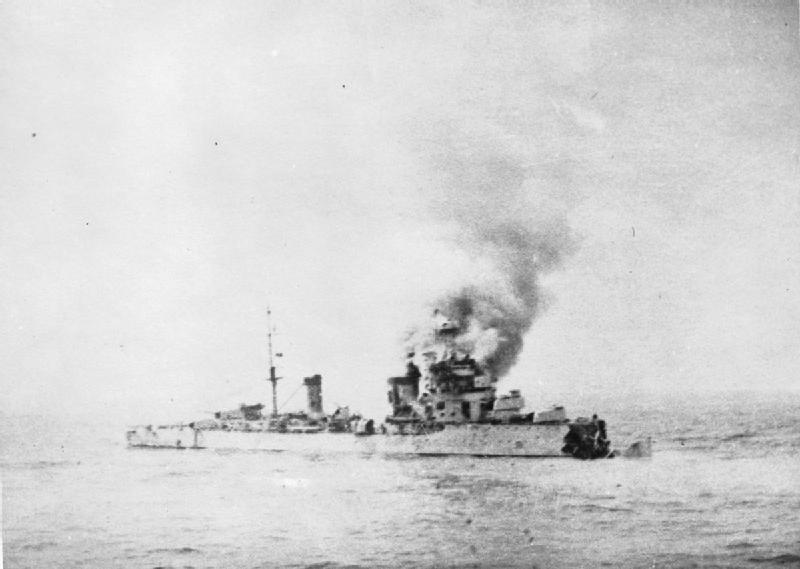
A süllyedő Bartolomeo Colleoni olasz könnyűcirkáló a spada-foki csatában, miután az HMAS Sydney ausztrál könnyűcirkáló súlyosan megrongálta.
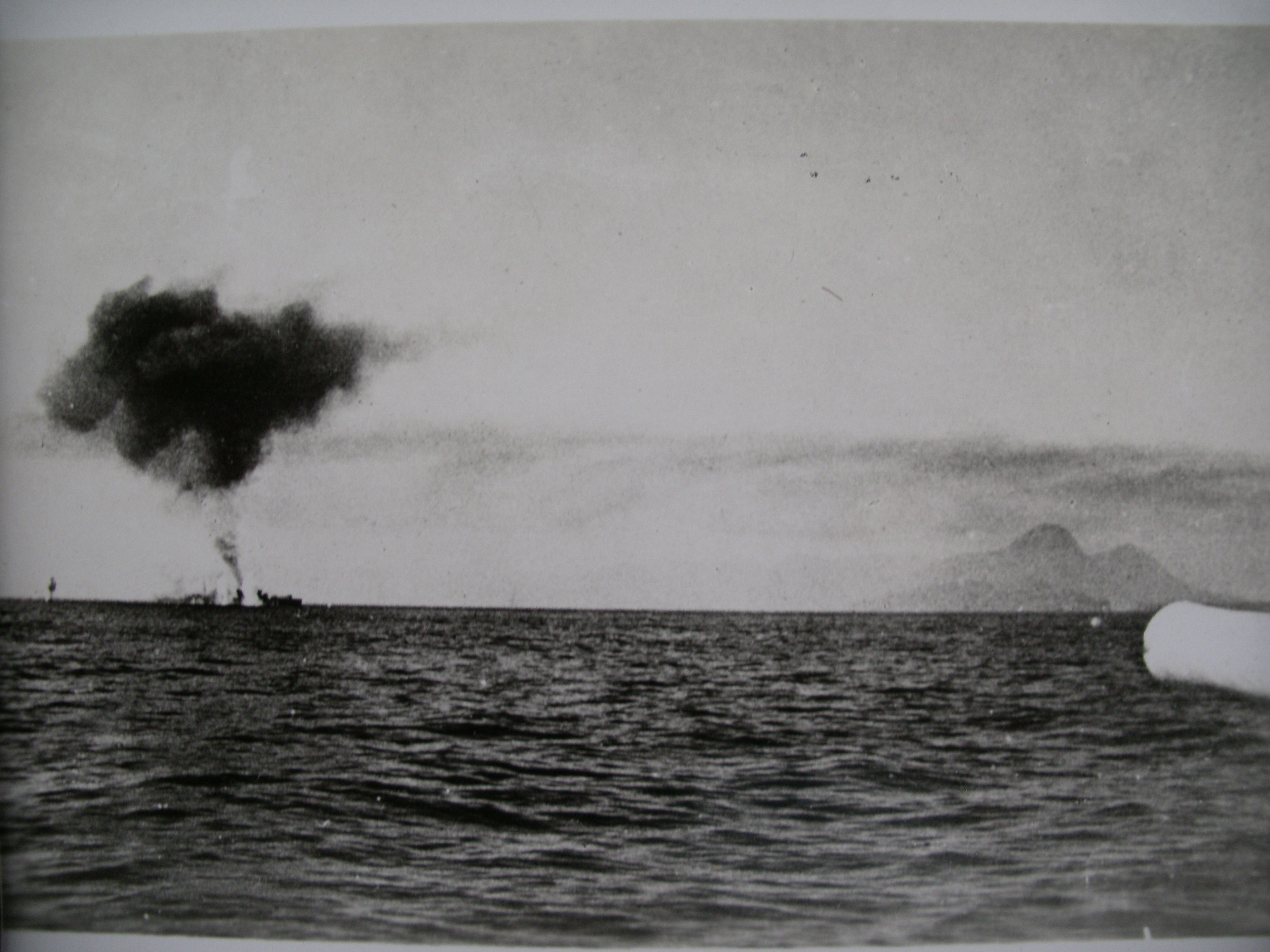
A lángoló Bartolomeo Colleoni olasz könnyűcirkáló a spada-foki csatában.
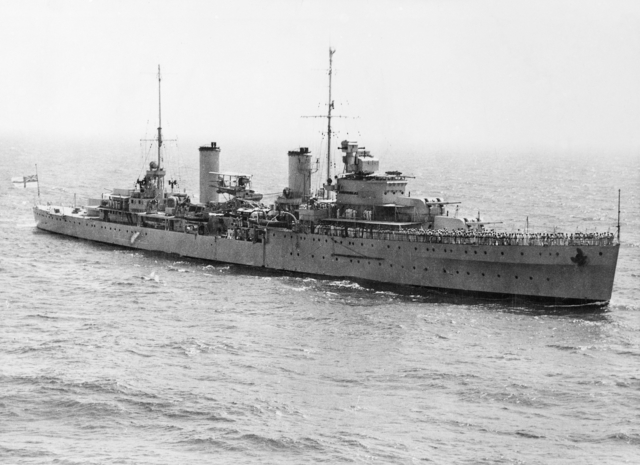
A Leander osztályú HMAS Sydney ausztrál könnyűcirkáló 1940-ben.
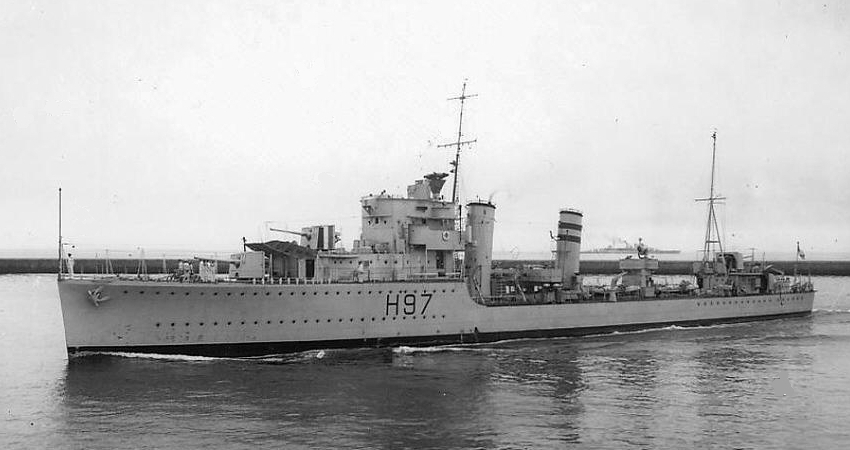
A H osztályú HMS Hyperion brit romboló szintén részt vett a spada-foki csatában.

### RN Giovanni delle Bande Nere
A Giovanni delle Bande Nere könnyűcirkáló Ludovico di Giovanni de' Medici (1498-1526), avagy Giovanni delle Bande Nere itáliai zsoldosvezérről kapta a nevét. A hajó építése 1928. október 31-én vette kezdetét, 1930. április 27-én bocsátották vízre, a Marina Regia 1931. április 27-én állította szolgálatba. Műszaki kivitelezésének színvonala gyengébbre sikerült az Ansaldo cégnél épült testvérhajóiénál. Részt vett a spanyol polgárháborúban a Franco tábornok támogatására irányuló olasz haditengerészeti műveletekben. A békeévekben iskolahajóként is igénybe vették. Az 1940. júniusi olasz hadblépést követően a II. Cirkálóraj (II Divisione incrociatori) részét képezte előbb a Luigi Cardona, majd a testvérhajója, a Bartolomeo Colleoni társaságában. 1940. július 17-én, Ferdinando Casardi (1887-1975) altengernagy zászlóshajójaként részt vett az HMS Sydney és öt brit romboló ellen vívott, a Bartolomeo Colleoni elvesztésével végződött spada-foki csatában. Ezt követően az Alberto di Giussano -val együtt a IV. Cirkálórajt (IV Divisione incrociatori) alkották. 1941. júniusában sikeres aknarakó hadműveletet hajtottak végre Tripoli előtt, az aknamezőn a brit Force K hajóraj egy könnyűcirkálója és egy rombolója elsüllyedt, két cirkáló pedig megrongálódott. 1942-ben a Giovanni delle Bande Nere elsősorban olasz konvojokat kísért és brit konvojokat támadott. 1942. március 22-én a Littorio csatahajó fedezetének részeként küzdött a második sirte-i csatában, ahol megrongálta a brit HMS Cleopatra könnyűcirkáló hátsó lövegtornyait. 1942. március 23-án megrongálódot egy viharban, La Spezia kikötőjébe tartott javításra az Aviere romboló és a Libra őrhajó kíséretében, amikor 1942. április elsején Stromboli mellett megtorpedózta az HMS Urge brit tengeralattjáró. A Giovanni delle Bande Nere hajóteste a két torpedótalálattól kettétört, a könnyűcirkáló 381 főnyi veszteséggel elsüllyedt. A II. világháború során a cirkáló 15 bevetésen vett részt, négyszer brit konvojokat támadott, nyolcszor olasz konvojokat kísért, háromszor pedig aknarakó műveletet fedezett, ezek során összesen 35 000 tengeri mérföldet hajózott.

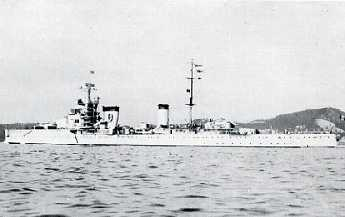
A Giovanni della Bande Nere olasz könnyűcirkáló.
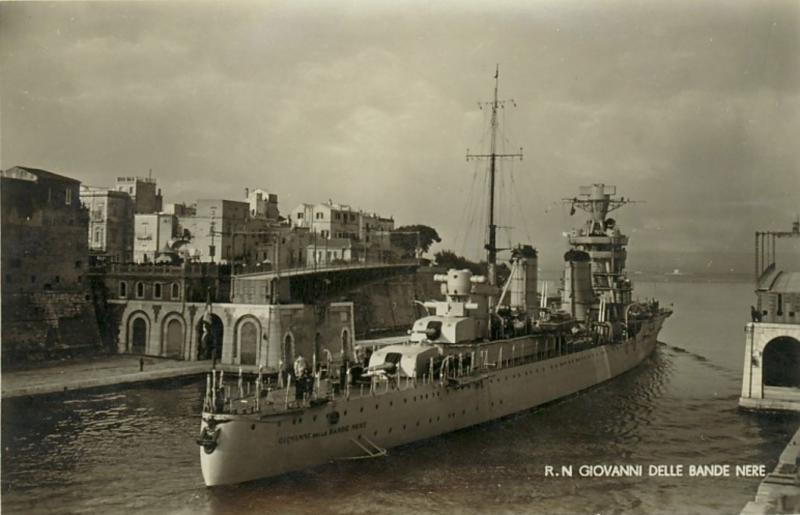
A Giovanni delle Bande Nere olasz könnyűcirkáló a taratói kikötőből való kifutása közben.
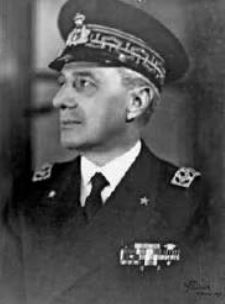
Ferdinando Casardi (1887-1975) altengernagyként az olasz IV. Cirkálóraj (IV Divisione incrociatori) parancsnoka volt a spada-foki csatában.
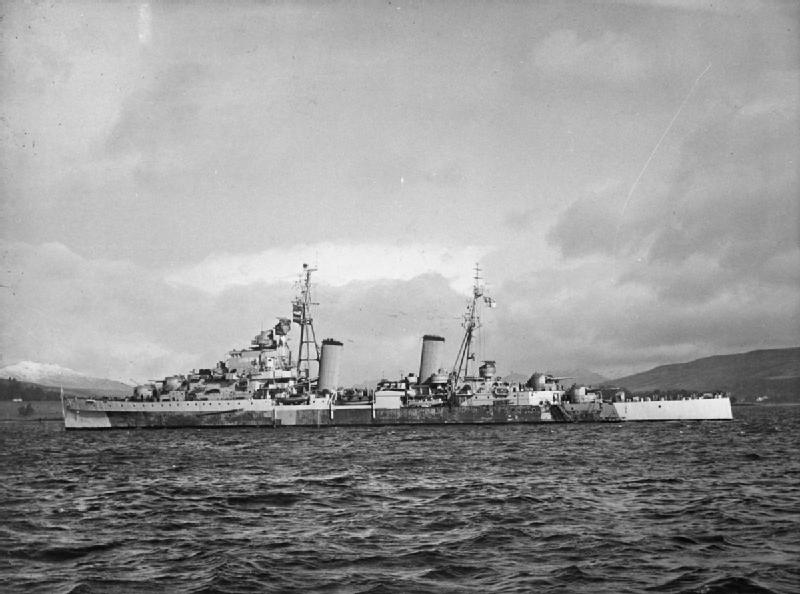
A Dido osztályú HMS Cleopatra brit könnyűcirkáló 1945-ben. Az egységet második sirtei csatában az olasz Giovanni delle Bande Nere kis mértékben megrongálta.
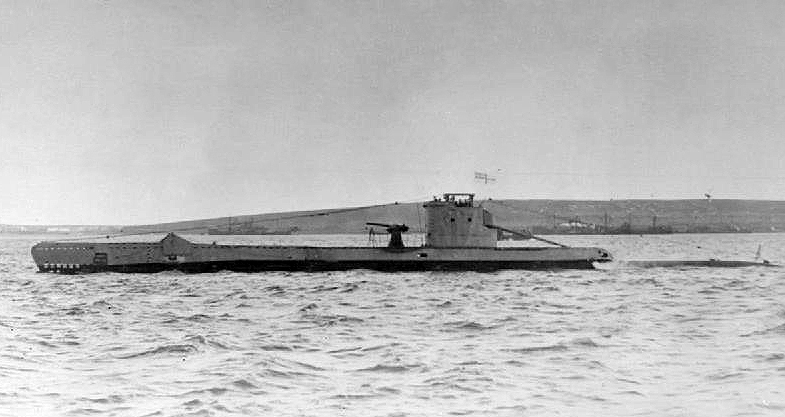
Az U osztályú HMS Urge brit tengeralattjáró 1942. április elsején süllyesztette el a Giovanni delle Bande Nere könnyűcirkálót.

| Egység:                   | Hajógyár:                        | Építés kezdete:   | Vízrebocsátás:      | Befejezés:        | Sorsa:                                                                                            |
| ------------------------- | -------------------------------- | ----------------- | ------------------- | ----------------- | ------------------------------------------------------------------------------------------------- |
| Alberico da Barbiano      | Ansaldo, Genoa                   | 1928. április 16. | 1930. augusztus 23. | 1931. június 9.   | Elsüllyedtek 1941, december 13-án a bon-foki csatában brit rombolókkal folytatott harcban.        |
| Alberto di Giussano       | Ansaldo, Genoa                   | 1928. március 29. | 1930. április 27.   | 1931. február 5.  | Elsüllyedtek 1941, december 13-án a bon-foki csatában brit rombolókkal folytatott harcban.        |
| Bartolomeo Colleoni       | Ansaldo, Genoa                   | 1928. június 21.  | 1930. december 21.  | 1932. február 10. | Elsüllyedt július 1940. július 19-én a spada-foki csatában.                                       |
| Giovanni delle Bande Nere | R. C. di Castellammare di Stabia | 1928. október 31. | 1930. április 27.   | 1931. április 27. | Elsüllyedt 1942. április 1-én, miután megtorpedózta a brit HMS Urge tengeralattjáró Strombolinál. |

## Fordítás
- Ez a szócikk részben vagy egészben  a   Giussano-class cruiser című angol Wikipédia-szócikk fordításán alapul.  Az eredeti cikk szerkesztőit annak laptörténete sorolja fel. Ez a jelzés csupán a megfogalmazás eredetét és a szerzői jogokat jelzi, nem szolgál a cikkben szereplő információk forrásmegjelöléseként.